# Most Johna Frosta

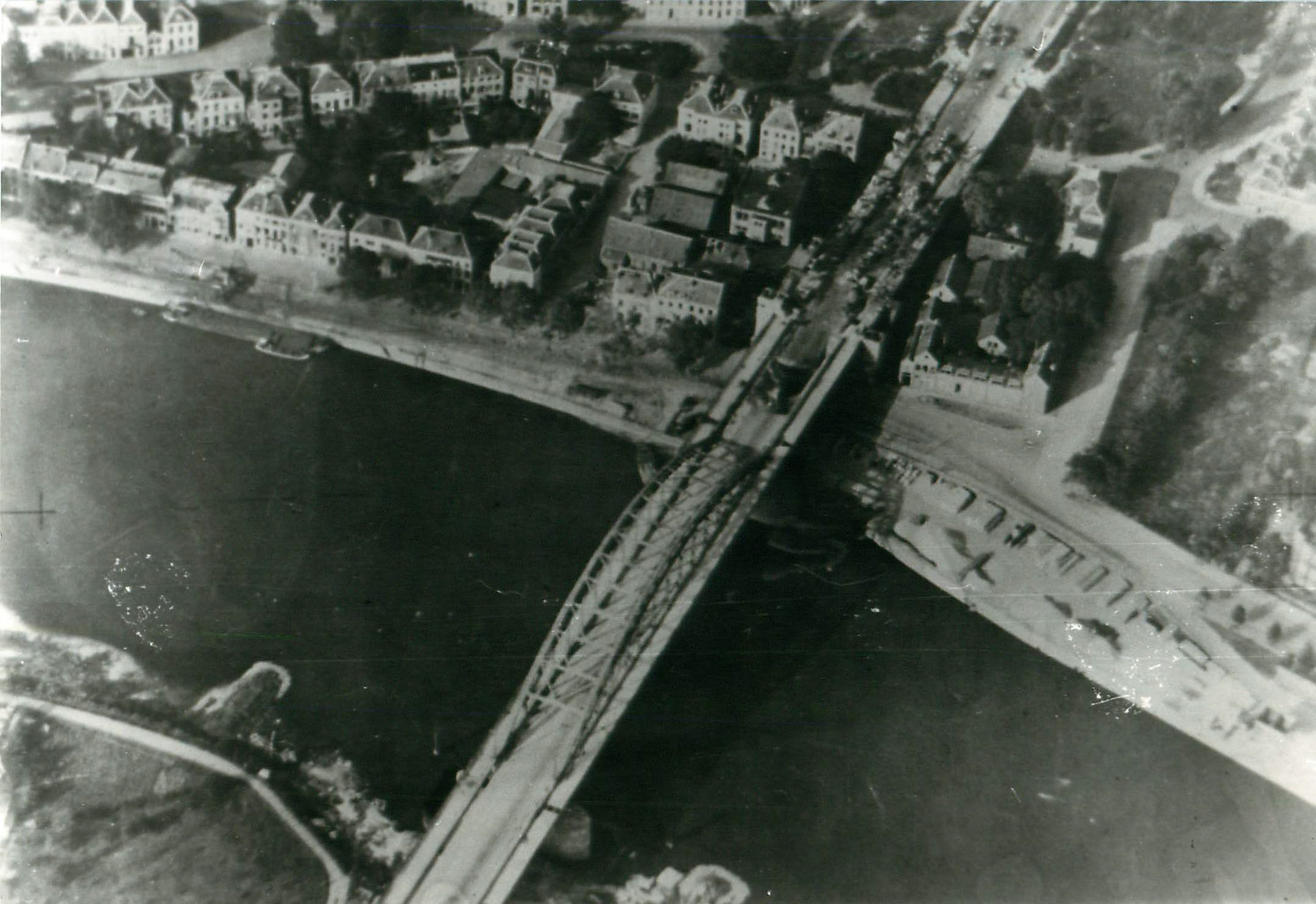
Zdjęcie mostu wykonane z alianckiego samolotu rozpoznawczego we wrześniu 1944 roku

Most Johna Frosta (niderl. John Frostbrug) – most drogowy w Arnhem na Dolnym Renie. Nazwany jest na cześć podpułkownika Johna Frosta, który we wrześniu 1944 roku dowodził brytyjskimi spadochroniarzami, usiłującymi zdobyć tenże most podczas Operacji Market Garden.

## Historia

### Rijnbrug
Most pływający w Arnhem istniał już w 1603 roku, jednak ze względu na szybki rozwój miasta na początku XX wieku zaistniała potrzeba wybudowania stałej przeprawy przez Dolny Ren. Rijnbrug (nider. most na Renie) zbudowano w latach 1932–1935, jednak w 1940 holenderscy saperzy wysadzili go, by spowolnić natarcie wojsk niemieckich. Niemcy zbudowali most pontonowy służący za tymczasową przeprawę na czas odbudowy głównego mostu, którego remont skończył się w sierpniu 1944 roku.

### Bitwa o Arnhem
We wrześniu 1944 roku alianci przeprowadzili w Holandii operację Market Garden. Zajęcie świeżo odbudowanego mostu drogowego w Arnhem był głównym celem operacji i zadanie to otrzymała brytyjska 1 Dywizja Powietrznodesantowa wspierana przez polską 1 Samodzielną Brygadę Spadochronową. Jednak ze względu na nadspodziewanie silny opór Niemców i obecność II Korpusu Pancernego SS zaledwie około 740 żołnierzy pod dowództwem majora Johna Frosta zdołało dotrzeć do mostu i obsadzić jego północny koniec. W nocy 17 września Brytyjczycy przy użyciu miotacza płomieni usiłowali zniszczyć niemieckie pozycje na moście, by uchwycić również jego południowy kraniec. Jednak od płomienia zajął się magazyn amunicyjny powodując eksplozję, od której zajęła się świeża farba na moście, rozświetlając okolicę i zmuszając Anglików do zaniechania ataku.
Przeważające siły niemieckie po kilku dniach ciężkich walk pokonały ostatecznie żołnierzy Frosta, którzy jednak przez cztery dni (plan  marszałka Montgomery'ego zakładał, że spadochroniarze będą musieli walczyć jedynie dwa dni) skutecznie blokowali most, rozbijając natarcie oddziału rozpoznawczego 9 Dywizji Pancernej SS. Reszta brytyjskiej dywizji była związana walką w Oosterbeek aż do 25 września, kiedy została ewakuowana.
Most przetrwał bitwę, jednak 7 października zniszczyły go bombowce B-26 Marauder, by uniemożliwić Niemcom przerzucanie posiłków na południowy brzeg Renu.

## John Frostbrug
Po wojnie równolegle do pozostałości po starym moście wzniesiono tymczasowy most Baileya, który później został zastąpiony wyższym mostem tego typu. Rijnbrug odbudowano na wzór poprzedniego i otwarto w 1948 roku. Most w Arnhem stał się znany na całym świecie dzięki nakręconemu w 1977 roku filmowi O jeden most za daleko w reżyserii Richarda Attenborough. Jednak ze względu na zmiany, jakie zaszły od wojny w otoczeniu mostu w Arnhem, film nakręcono w pobliskim Deventer, gdzie stoi bardzo podobny most nad rzeką IJssel.
Most drogowy w Arnhem otrzymał oficjalnie nazwę John Frostbrug 17 grudnia 1977 roku.

## Inne mosty w Arnhem
W Arnhem są trzy mosty na Renie: Most podpułkownika Johna Frosta, Most Nelsona Mandeli i Most Andrieja Sacharowa. Planowana jest budowa kolejnego, który ma otrzymać imię generała Stanisława Sosabowskiego.